# Еспоонлахті (станція метро)
60°08′56″ пн. ш. 24°39′15″ сх. д. / 60.149025° пн. ш. 24.65425° сх. д.
Еспоонлахті (фін. Espoonlahti) або Есбувікен (швед. Esboviken) — проміжна станція Гельсінського метрополітену, що була відкрита 3 грудня 2022 року. 

Станція знаходиться в Еспоонлахті, Еспоо під торговим центром Ліппулаїва. 
Конструкція: односклепінна станція глибокого закладення з однією острівною платформою. Глибина закладення — 9.75  м

Пересадка на автобуси маршрутів:1 49, 164A, 165, 165N, 542, 543, 544.